# César Louis d'Houdetot
César Louis Marie François Ange d'Houdetot, né le 12 juillet 1749 à Paris, mort le 18 octobre 1825 à Paris, est un général français.

## Biographie
Il est le fils de Claude Constant César, comte d'Houdetot et de Sophie Lalive de Bellegarde.
Il fait ses premières armes en 1778 comme volontaire dans l'armée prussienne lors de la Guerre de Succession de Bavière.
Il passe ensuite aux Indes et en 1779 il est maréchal des logis des établissements français des Indes. Il se fixe ensuite  à l'île de France. 
Maréchal-de-camp à la Révolution, il ne rentre en France que vers la fin 1798. Général de brigade, il est envoyé en 1802 aux Antilles et  participe à l'expédition de Saint-Domingue. Commandant les troupes de terre de la Martinique sous les ordres du gouverneur Louis Thomas Villaret de Joyeuse le 27 août 1803, il est fait prisonnier par les Anglais à la capitulation de l'île le 27 avril 1809.
Après cinq années de captivité en Angleterre, il rentre en France libéré sur parole à la Restauration. Mis en non activité le 2 janvier 1814, il est nommé lieutenant-général le 31 décembre 1814 puis mis à la retraite avec le grade de maréchal de camp le 6 mars 1815.

### Famille
Il épousa en 1775 Louise Perrinet de Faugnes (1758-1781). Sa femme mourut jeune et lorsqu'on lui demandait : « À quoi rêvez-vous ? », répondait : « Je me regrette ! » . Ils eurent un fils Frédéric-Christophe d'Houdetot (1778-1859) qui fut préfet et député. 
Il se remaria  le 9 février 1784 à l'Île Maurice avec Constance-Joséphine Céré (19 juillet 1769-23 juin 1842), fille de Jean-Nicolas Céré, directeur du jardin botanique, collaborateur de Pierre Poivre dont :
- Élisabeth Marie Henriette Constance (15 décembre 1785 à Pamplemousses Maurice - 27 mai 1832) qui épouse le général Jean-Baptiste Lecat de Bazancourt.
- Constance Stéphanie Jeanne (24 juin 1788 à l'île Maurice - 8 juin 1872 à Compiègne, inhumée au Cimetière du Père-Lachaise) qui épouse le Comte Germain de Montforton.
- Charles, (1786-1866), général.
- Henry César, né le 27 mai 1791, mort en 1810 à l'armée d'Aragon.
- Aurèle Auguste Marie, né le 17 juin 1793, tué le 18 octobre 1813 à la bataille de Leipzig.
- Césarine, née le 27 septembre 1794 à Pamplemousses Maurice, morte le 26 décembre 1877 à Dorat, qui épouse Prosper de Barante.
- César François Adolphe, né le 15 août 1799, mort le 30 juillet 1869 au Havre, receveur des finances au Havre et auteur de nombreux livres sur la chasse comme Le Chasseur rustique (1847), La Petite Vénerie [1855), Les Chasses exceptionnelles ou Dix épines pour une fleur . Ayant organisé les préparatifs du départ du roi Louis-Philippe, il publia ses souvenirs dans Honfleur et le Havre ou huit jours d'une royale infortune (1850).